# 三木鉄道

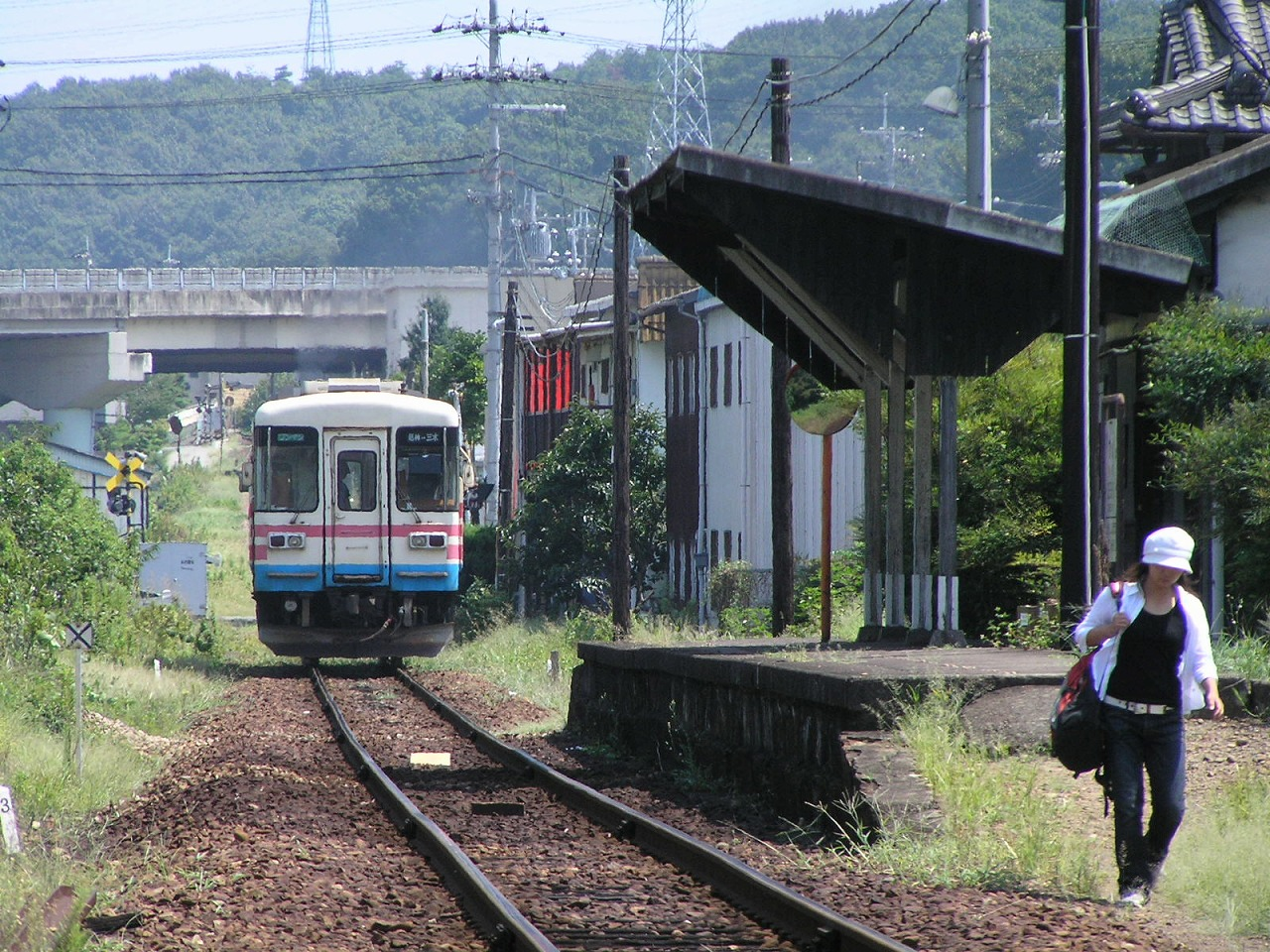
三木線の沿線風景
（2007年8月 別所駅）

三木鉄道株式会社（みきてつどう）は、兵庫県で旧国鉄の特定地方交通線であった鉄道路線の三木線を、2008年3月まで運営していた三木市・兵庫県などが出資の第三セクター方式の鉄道会社である。本社は兵庫県三木市福井二丁目12番43号に置いていた。三木線廃止後、解散した。

## 歴史
第1次特定地方交通線に指定された国鉄三木線を運営するため、1984年10月18日に三木鉄道株式会社が設立され、1985年4月1日に国鉄から三木線を継承して営業を開始した。三木線は、2002年に芝山鉄道が開業するまで、広義の第三セクター鉄道の中では、営業距離が日本で最も短い鉄道であった。
ところが、三木市から神戸市内へ向かう旅客は神戸電鉄粟生線を利用し、三木市西側の加古川線に接続している三木線は旅客の主要な移動方向に合致しておらず、さらに、沿線に目立った集客施設も無いために、第三セクター転換後も乗客の減少が続き、慢性的な赤字に陥っていた。第三セクター転換時に国鉄から受給した転換交付金で赤字を穴埋めしていたものの、転換交付金は1996年に底を突き、以後は三木市の予算で赤字補填をしていた。しかし効果的な収支改善策も全く取れないまま、2006年には営業係数が313.4に達した。社長の加古房夫・三木市長は「市の歴史的遺産である」として引き続き路線を存続させる意向を表明し、経営改善のため、約800 m離れている三木鉄道の三木駅と神戸電鉄三木駅を連絡し、利用客の増加を図ることを構想した。その方法として、この当時JR北海道が開発中であった線路と道路の両方を走行可能なデュアル・モード・ビークル (DMV) の導入を、検討事項の一つに挙げた。しかし経営支援を行ってきた三木市の財政状況が悪く、2006年1月に行われた市長選挙において財政問題が争点とされ、市の財政再建のため「三木鉄道の廃止」を公約の一つに掲げた薮本吉秀が加古房夫を大差で破って新市長に当選し、社長に就任した。その後9月から10月にかけて行われた市民アンケートでも廃止賛成が70パーセントに対して、存続が11パーセントの結果が出た。また外部監査の結果でも経営の継続は困難であり、今後20年間の存続に必要な支援額が20億円に達するとの試算が11月29日に出された。これらを受けて、対策協議会が最終会合で「廃止してバスで代替すべき」との結論を確認した。オブザーバーとして参加した兵庫県や加古川市は12月21日に「結論は、やむを得ない。」とコメントした。なお、2006年度には5400万円の経常赤字を出していた。
2007年3月1日の市議会および4月26日の三木鉄道の取締役会で、三木線全線の廃止を正式に決定した。7月23日に市長が廃止届けを提出し、2008年4月1日に全線が廃止された。
運行最終日には多くの人々が詰め掛けた。

### 年表

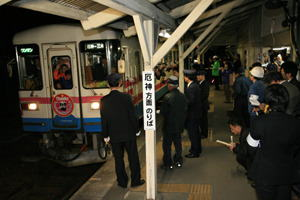
三木駅に到着する営業最終列車（2008年3月31日）

三木線の歴史については「三木鉄道三木線」を参照。
- 1984年（昭和59年）10月18日 - 三木鉄道株式会社が設立。
- 1985年（昭和60年）4月1日 - 国鉄から承継し三木線が開業。
- 2007年（平成19年）7月23日 - 三木市市長の薮本吉秀が、三木線を翌年4月1日を以っての廃止を表明。
- 2008年（平成20年）4月1日 - 三木線が廃止。会社を解散し、清算会社に移行。
- 2010年（平成22年）11月30日 - 最後の株主総会を開催。清算業務を結了[4]。

## 路線
- 三木線、厄神 - 三木 6.6 km

経路は、兵庫県道20号加古川三田線の西端部とほぼ重なる。

## 車両
ミキ180形
転換時に導入された、富士重工業製のLE-Car IIシリーズの二軸車で、101, 102の2両が在籍した。北条鉄道のフラワ1985形と側面窓以外は同型の車両で、フラワ1985形の観光バスタイプに対し、本形式は路線バスタイプのアルミサッシの上段固定下段上昇窓であった。ミキ300形に代替され、102が1999年に、101が2002年に廃車にされた。廃車体のうち1両は兵庫県加西市満久町にある台湾料理店「鴻福楼」（ホウフクロウ）に引き取られ、2018年現在、同店の駐車場内で物置きとして使用されている。
ミキ300形
富士重工業製のLE-DCシリーズのボギー車で、103, 104, 105の3両が在籍した。車両増備およびミキ180形の置換え用として、1998年に103、1999年に104、2002年に105を導入した。三木市では三木鉄道廃止後、2両を競売に付し、2008年に105を樽見鉄道が、104を北条鉄道が落札した。保存前提で保管されていた103は、2009年6月にひたちなか海浜鉄道へ譲渡された。
保線用モーターカー
三木鉄道全線の保線を担っているモーターカーで、1両が在籍していた。

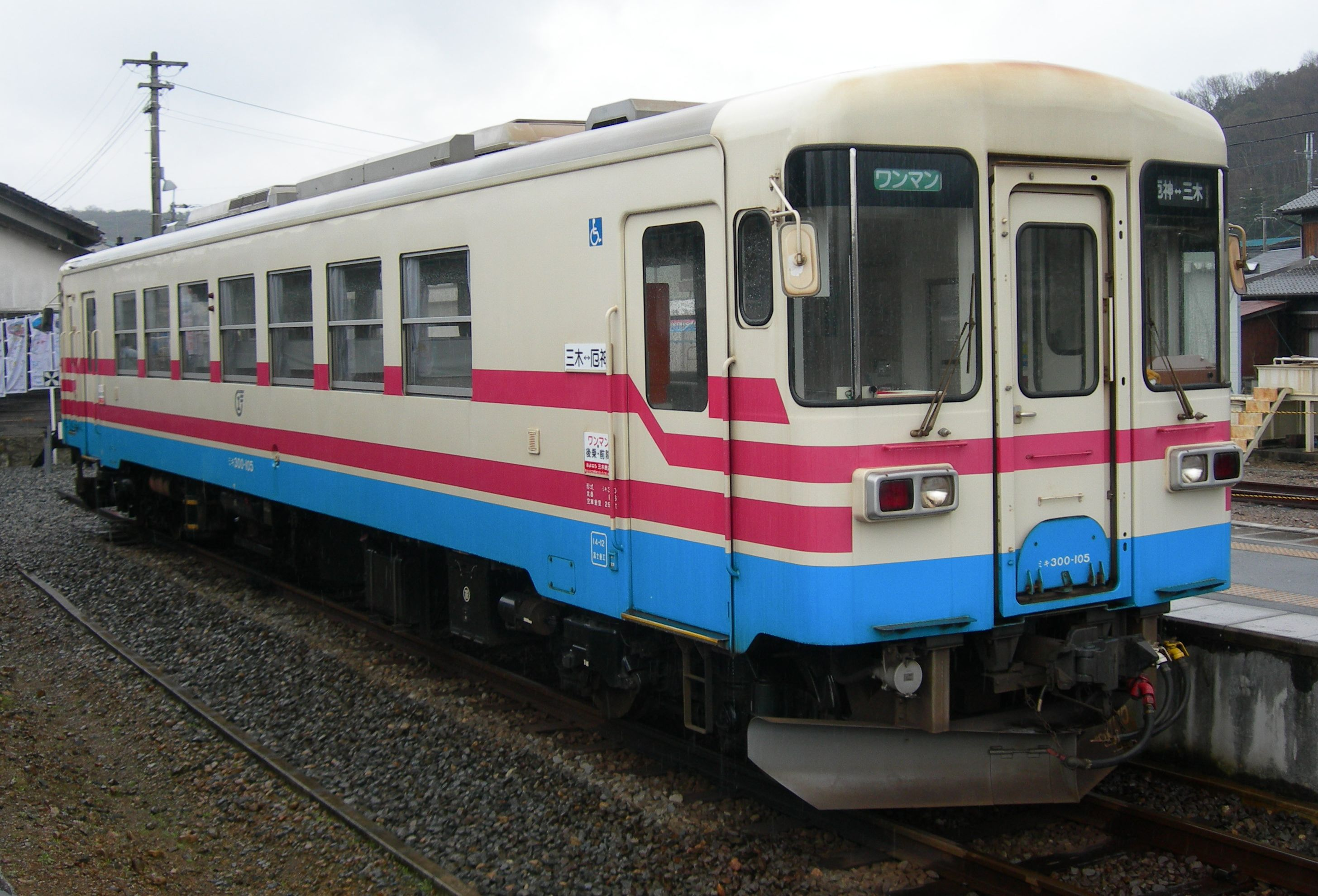
ミキ300形
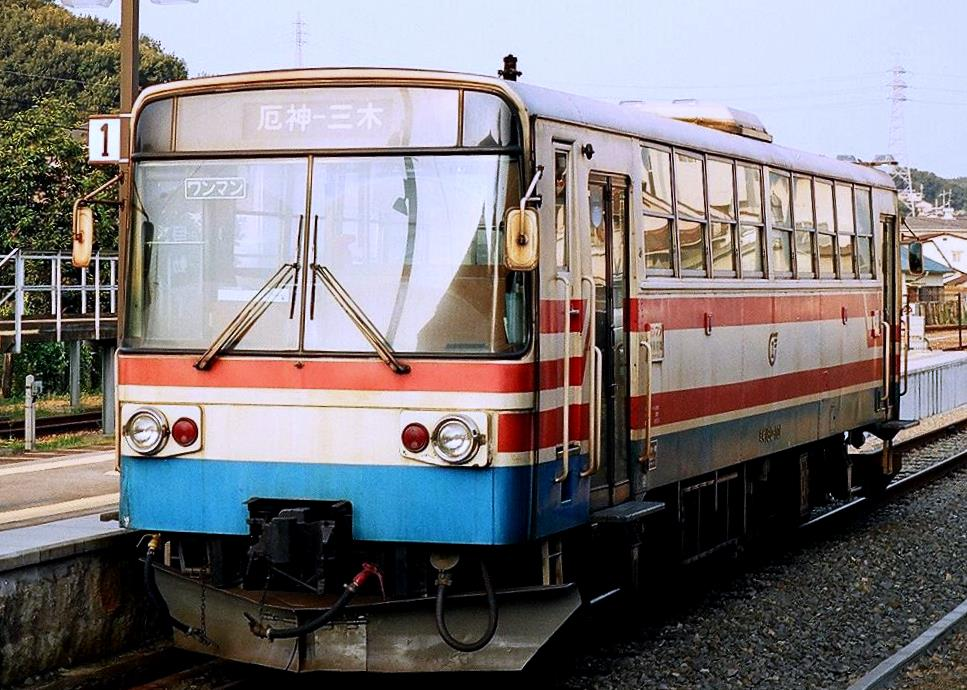
ミキ180形（2001年）
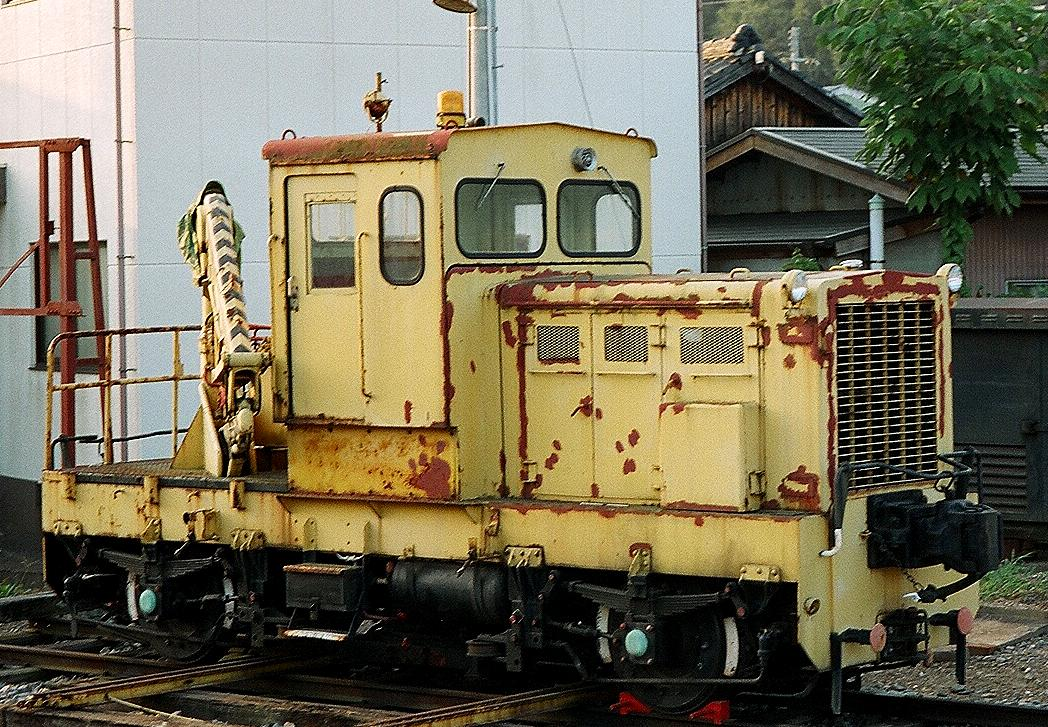
保線車両のモーターカー（2001年）

## 清算業務
廃線後も清算業務のため存続していた三木鉄道であったが、2012年11月30日に最後の株主総会が行われ、残余資産の分配が行われた。三木市には47200平方メートル（評価額1900万円）、加古川市には6100平方メートル（同200万円）の土地が配分された。土地を含む残余資産は、三木市に5300万円、加古川市に500万円、兵庫県に1500万円などが分配された。

## 廃線跡

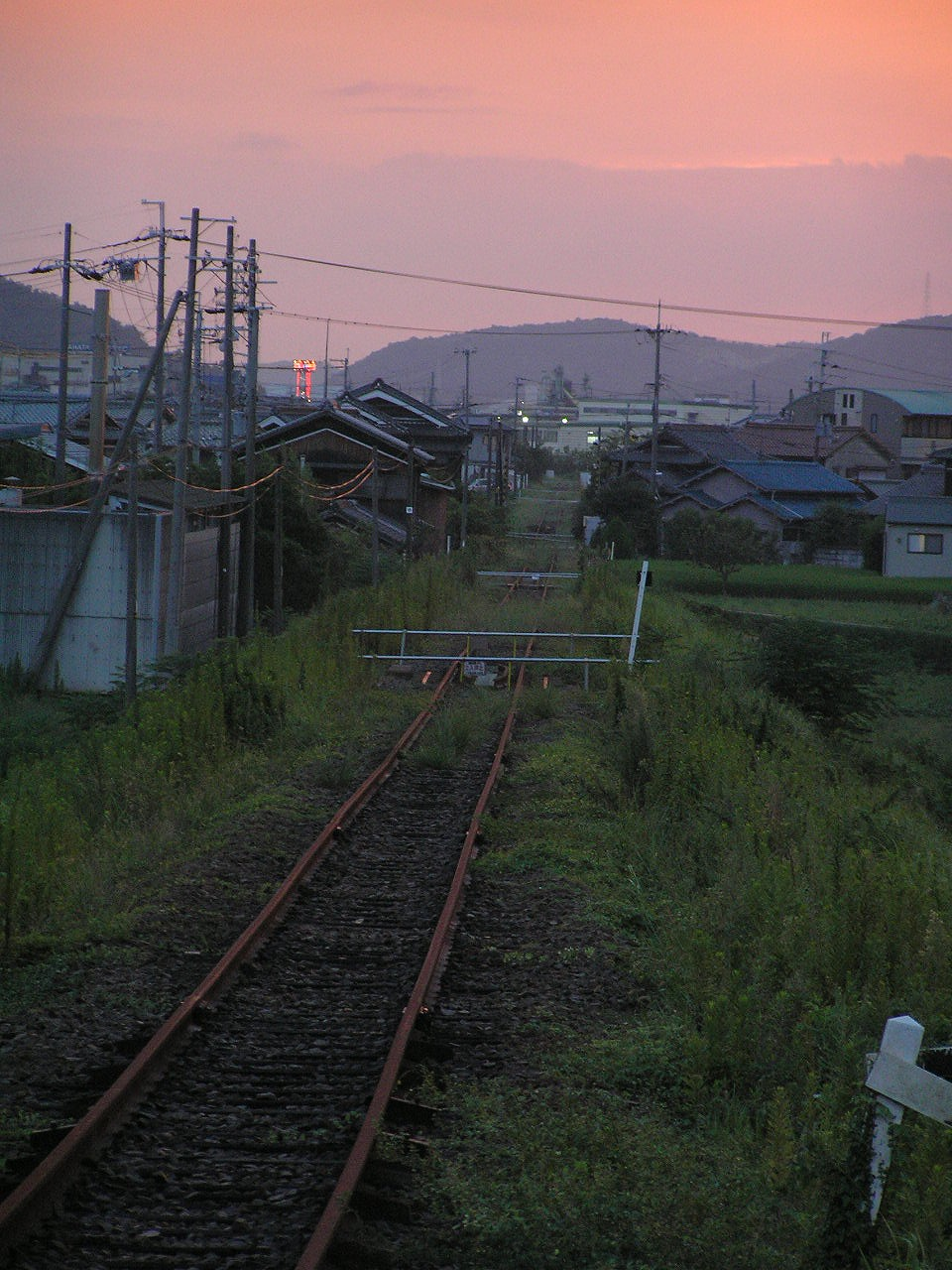
三木鉄道宗佐駅跡。廃止後は、立入禁止になっており、一部は「別所ゆめ街道」に転用されている。

三木鉄道跡には4.8kmの遊歩道「別所ゆめ街道」が整備されている。うち別所ふるさと交流館（三木市別所町下石野1）－県道三木宍粟線高木末広バイパス（三木市別所町高木）間の4kmはサイクリングロードとして整備されている。サイクリングロードは「はりまの里スーパーロングライドコース」の一部である。